# Alicia Haber
Alicia Haber (Montevideo, 21 de octubre de 1946) es una historiadora, crítica de arte, curadora y profesora uruguaya.

## Biografía
Egresada del Instituto de Profesores Artigas, usufructuó en tres ocasiones la beca Fulbright en Estados Unidos, se especializó en historia y crítica de arte. 
Fue curadora jefe del Departamento de Cultura de la Intendencia de Montevideo entre 1988 y 2009. Ejerció la crítica de arte en el diario El País entre 1982 y 2009. 
Es directora del Museo Virtual de Artes (MUVA) de El País desde su formación en 1996.
Ha sido curadora de numerosos proyectos expositivos para museos y centros culturales de su país y el exterior. Curadora del envío uruguayo a la Bienal de Cuenca en 2001 y en 2005 comisaria de la exposición de Lacy Duarte en la Bienal de Venecia. Autora de numerosas monografías y textos críticos para publicaciones, catálogos y libros de arte.

## Libros
- Luis A. Solari: Máscaras todo el año, Editorial Linardi y Risso, Montevideo, 2003. ISBN 9974-559-36-7
- José Gurvich: Murales, esculturas y objetos, Fundación Gurvich, Montevideo, 2003. ISBN 978-9974-7778-0-4
- José Gurvich: Un canto a la vida, 1997. ISBN 978-9974-555-11-2
- Tola Invernizzi: el tiempo en que el arte se enfureció, Ed. Trilce, Montevideo, 2007. ISBN 978-9974-32-445-9